# Autoroute 20 (Québec)
« Autoroute 20 » redirige ici. Pour l'autoroute israélienne, voir Autoroute 20 (Israël).
Pour les articles homonymes, voir A20.
L'autoroute 20 (A-20) est une autoroute interurbaine québécoise également désignée comme l'autoroute du Souvenir entre la frontière avec l'Ontario et la ville de Montréal, l'autoroute René-Lévesque le long du fleuve Saint-Laurent dans l'agglomération de Longueuil et l'autoroute Jean-Lesage à l'est de Montréal. Elle constitue l'un des principaux liens routiers du Québec, reliant les villes de Montréal et de Québec via la rive sud du Fleuve Saint-Laurent, parallèlement à l'A-40 située sur la rive nord du fleuve. L'A-20 est l'axe principal du corridor Québec-Windsor dans sa section québécoise. Elle dessert les régions de la Montérégie, de Montréal, du Centre-du-Québec, de Chaudière-Appalaches et du Bas-Saint-Laurent. Avec ses 586 kilomètres, elle est actuellement la plus longue autoroute québécoise. Par contre, un segment d'environ 55 km sépare l'autoroute en deux sections distinctes, près de son extrémité est. Elle est accompagnée tout au long de son trajet par différentes routes de desserte locale, qui peuvent aussi lui servir d'alternative lors de fermeture importante. Tout d'abord dans le Suroît, soit entre la frontière ontarienne et Vaudreuil-Dorion, la route 338 lui est parallèle, entre Longueuil et Lévis la route 116 joue ce rôle et finalement de Lévis jusqu'à la fin de l'autoroute à Mont-Joli, c'est la route 132 qui lui sert d'alternative.

## Description

### Autoroute du Souvenir

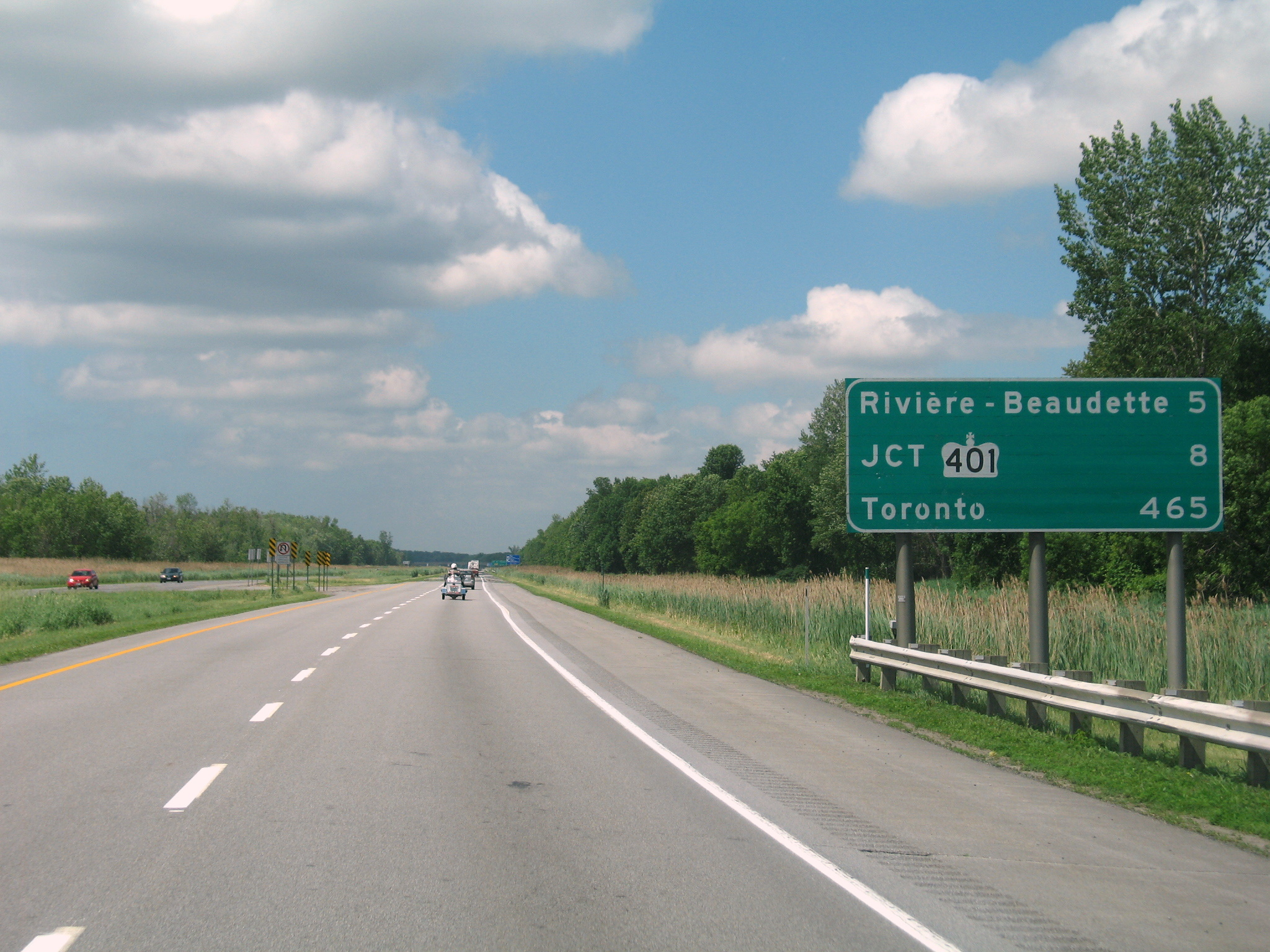
Autoroute 20 ouest à l'approche de l'Ontario.

L'Autoroute du Souvenir est la section ouest de l'A-20. Elle relie la frontière Québec-Ontario près de Rivière-Beaudette en Montérégie à l'échangeur Turcot à Montréal sur 67 kilomètres. Elle constitue le prolongement de l'autoroute 401, également connue sous le nom autoroute MacDonald-Cartier. Contrairement à l'autoroute Jean-Lesage, l'autoroute du Souvenir est située sur la rive nord du fleuve Saint-Laurent. Elle fut nommée ainsi en 2007 en l'honneur des combattants d'hier et d'aujourd'hui et elle est identifiée à l'aide d'un coquelicot, symbole des anciens combattants.
Au kilomètre 29, l'A-20 croise l'A-30 (anciennement A-540) avant de devenir un boulevard urbain sur une dizaine de kilomètres (kilomètre 30 à 38) dans les villes de Vaudreuil-Dorion et de L'Île-Perrot. Elle traverse du même coup la rivière des Outaouais. La limite de vitesse est fixée à 50 km/h à Vaudreuil-Dorion et 70 km/h à L'Île-Perrot. L'A-20 redevient une voie rapide au kilomètre 38, tout juste avant la traversée du canal Sainte-Anne et d'atteindre l'Île de Montréal.
L'A-20 traverse ensuite l'ouest de l'Île et rejoint l'A-520 au kilomètre 56. L'échangeur Dorval est l'accès principal à l'Aéroport international Pierre-Elliott-Trudeau. Plus à l'est, l'A-20 croise l'A-13 et, à l'échangeur Saint-Pierre, la route 138 en direction du pont Mercier.
Anciennement, entre la sortie 64 donnant accès à la route 138 est et l'échangeur Turcot, donnant accès à l'A-15 et à la route 136 (ancienne A-720) (sortie 68), les chaussées de l'autoroute étaient inversées, la chaussée ouest étant au nord de la chaussée est. Les véhicules circulaient donc sur le côté gauche de la route, au lieu du côté droit. Les deux chaussées étaient séparées par des voies ferrées. Cette portion de l'autoroute a été reconstruite entre 2015 et 2019 dans le cadre du projet de reconstruction de l'échangeur Turcot, avec des chaussées dans le sens régulier. L'autoroute et les voies ferrées qui la longeait ont été reconstruites plus au nord, au bas de la falaise St-Jacques.

### Autoroute 20 - Montréal
La section de l'A-20 entre l'échangeur Turcot et le pont Samuel-De Champlain n'a pas d'appellation propre. Cette section forme un multiplex avec les autoroutes 10 et 15 et permet à l'autoroute de rejoindre la Rive-sud.

### Autoroute René-Lévesque
Cette section de 15 kilomètres de l'A-20 relie le pont Samuel-De Champlain au pont-tunnel Louis-Hippolyte-La Fontaine, en donnant également accès au pont Victoria et au pont Jacques-Cartier. Elle forme un multiplex avec la route 132. Son tracé longe la voie maritime du Saint-Laurent et passe à proximité du centre-ville de Longueuil. Le 5 décembre 2013, la Commission de toponymie du Québec a officialisé le nom Autoroute René-Lévesque pour l'axe autoroutier parallèle au fleuve Saint-Laurent entre Candiac et Longueuil soient les kilomètres 42 à 53 de l'A-15 et les kilomètres 75 à 89 de l'A‑20.

### Autoroute Jean-Lesage
L'autoroute Jean-Lesage est nommée en l'honneur du père de la révolution tranquille, Jean Lesage, premier ministre du Québec de 1960 à 1966. Cette portion de l'A-20 se divise en deux sections actuellement séparées d'environ 55 kilomètres:
- Section principale entre le Pont-tunnel Louis-Hippolyte-La Fontaine et Notre-Dame-des-Neiges dans le Bas-Saint-Laurent.
- Section Rimouski entre Rimouski et Mont-Joli.

#### Section Principale

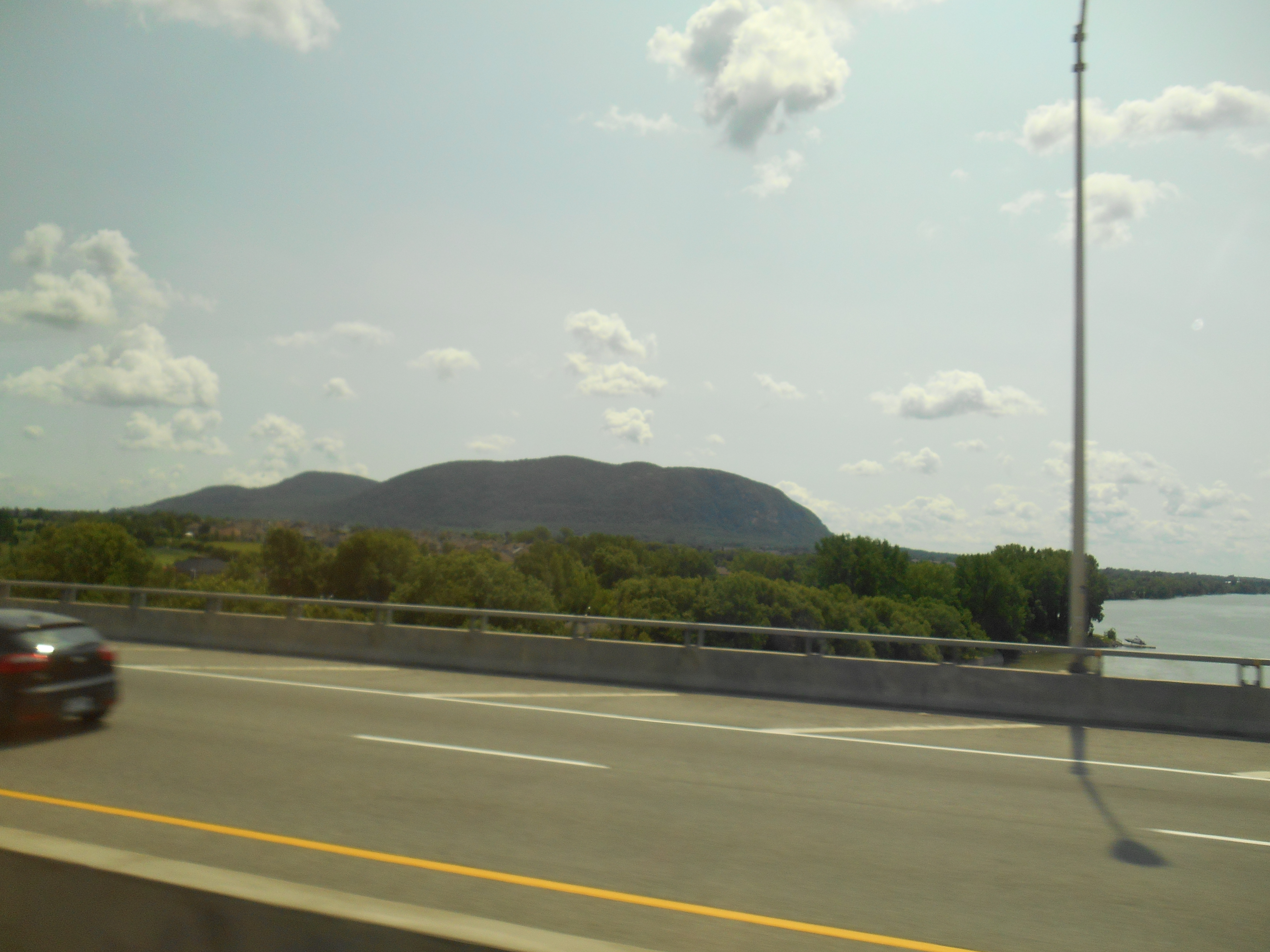
Le mont Saint-Hilaire vu depuis l'autoroute 20.

La section principale de l'Autoroute Jean-Lesage, les kilomètres 90 à 541, relie Longueuil à Notre-Dame-des-Neiges en passant par Lévis en longeant plus ou moins la rive sud du fleuve Saint-Laurent. Son extrémité ouest se situe à la jonction avec l'A-25 et la route 132 à l'extrémité sud du Pont-tunnel Louis-Hippolyte-Lafontaine. De là, elle se dirige vers l'est en s'éloignant du fleuve Saint-Laurent. Au kilomètre 98, l'A-20 croise l'A-30 près du Mont Saint-Bruno. Elle franchit ensuite la rivière Richelieu (km 112) au nord du Mont Saint-Hilaire avant de contourner la ville de Saint-Hyacinthe par le nord et de former un multiplex de 6 kilomètres avec la route 116 entre les sorties 141 et 147. Cette portion de l'autoroute est celle située le plus loin du fleuve Saint-Laurent, soit à environ 45 kilomètres. Entre Drummondville et Sainte-Eulalie, l'A-20 forme un multiplex de 37 kilomètres avec l'A-55.
L'A-20 poursuit sa traversée des basses-terres du Saint-Laurent, le bastion de l'agriculture québécoise, en se rapprochant tranquillement du fleuve Saint-Laurent. L'A-20 rejoint finalement ce dernier dans la région de Québec. Entre la région de Québec et son extrémité est, l'Autoroute Jean-Lesage n'est jamais située à plus de cinq kilomètres du fleuve. Au kilomètre 312, elle croise l'A-73 entre les Chutes-de-la-Chaudière et le Pont Pierre-Laporte. Elle contourne ensuite le centre-ville de Lévis par le sud avant de se diriger vers l'est, vers Montmagny, La Pocatière et Rivière-du-Loup. Cette section de l'autoroute offre des vues splendides sur le fleuve et les montagnes de la rive-nord, particulièrement le Mont Sainte-Anne et Le Massif de la Petite-Rivière-Saint-François. À l'ouest de Rivière-du-Loup, l'A‑20 croise l'A-85, en direction du Nouveau-Brunswick. L'extrémité est de la section principale de l'A-20 se situe à Notre-Dame-des-Neiges à environ 40 kilomètres à l'est de Rivière-du-Loup depuis l'automne 2015.

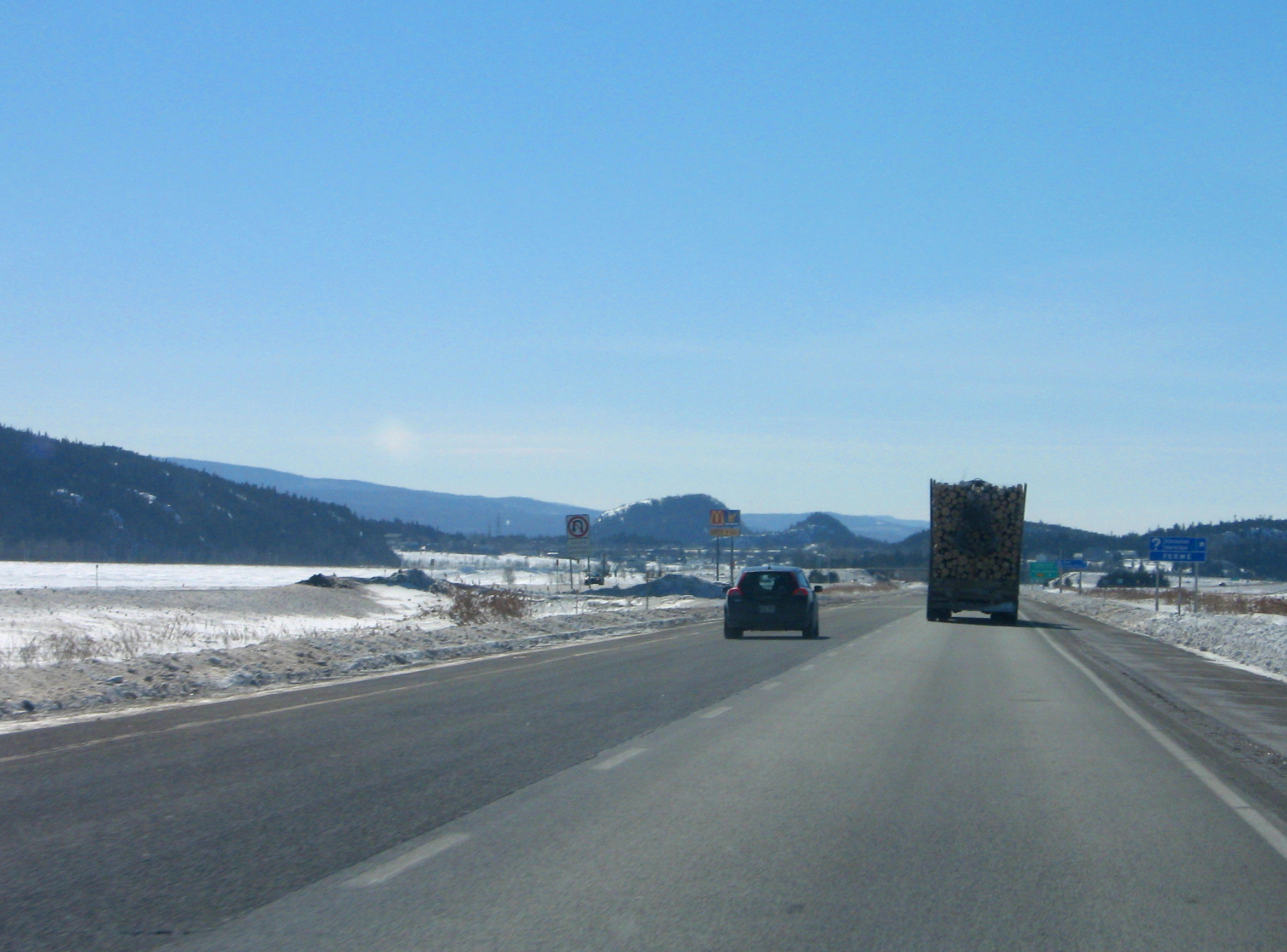
L'autoroute 20 traversant les monts Notre-Dame dans le Kamouraska

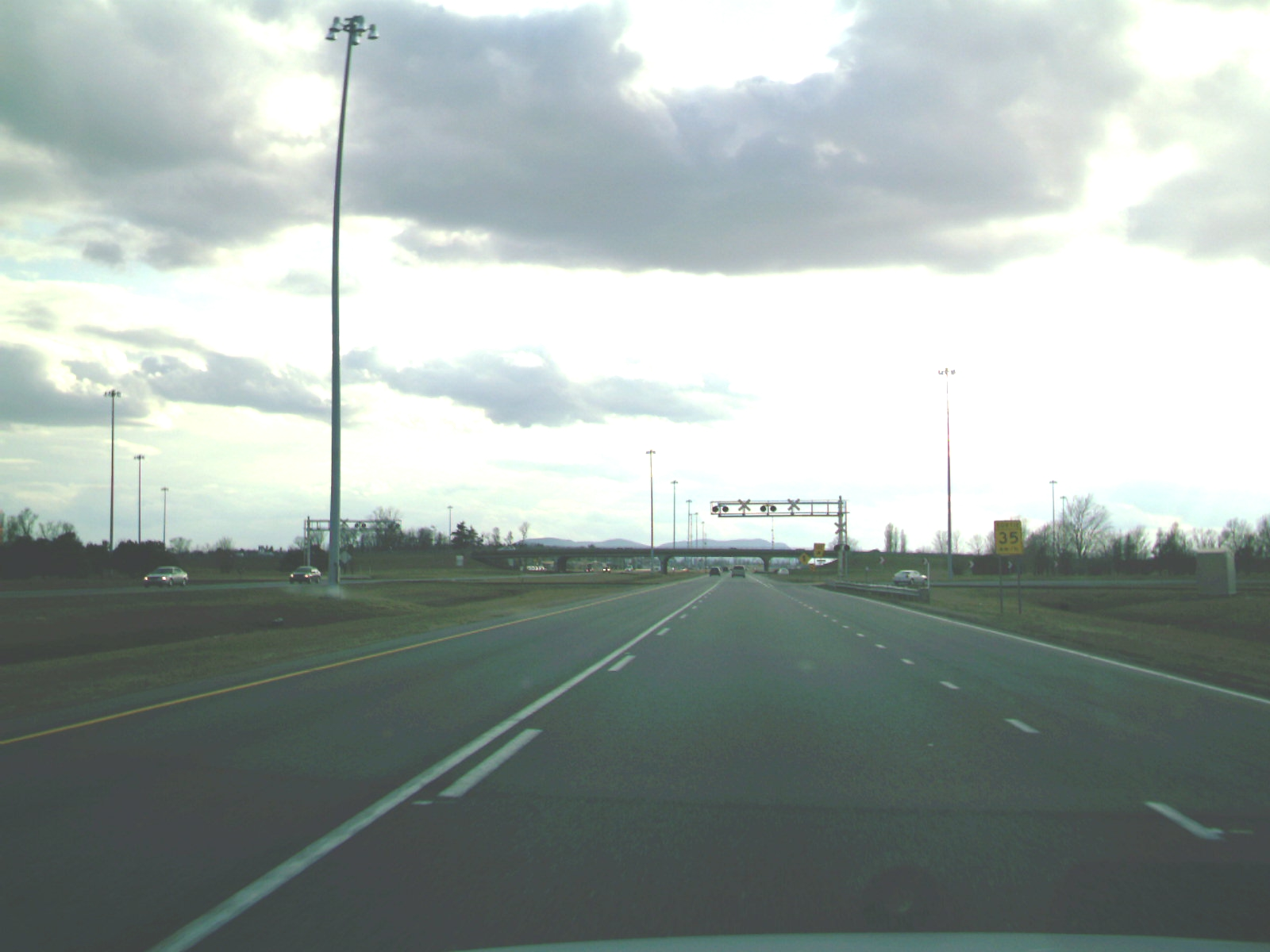
Le passage à niveau sur l'autoroute 20 à Saint-Hyacinthe

La section comprise entre le pont-tunnel Louis-Hippolyte-Lafontaine et l'A-85 à Rivière-du-Loup (sortie 499) fait partie de la route Transcanadienne. La section principale de l'Autoroute Jean-Lesage est entièrement à chaussées séparées, elle possède quatre voies sur la majorité de sa longueur et six voies dans les régions de Montréal et de Québec. Près de la sortie 130 à Saint-Hyacinthe, il y a un passage à niveau (intersection avec le chemin de fer). Auparavant, il en existait plusieurs, mais ils ont soit été remplacés par des viaducs, soit simplement supprimés.
L'A-20 sert de toile de fond au film québécois Québec-Montréal où diverses intrigues se nouent et se dénouent pour des voyageurs le temps du trajet entre les deux principales villes québécoises. L'expression populaire « à l'autre bout de la 20 » fait référence à Montréal si on se trouve à Québec, et à Québec si on se trouve à Montréal.

#### Section Rimouski
La seconde section de l'Autoroute Jean-Lesage, les kilomètres 597 à 641, relie Rimouski à Mont-Joli, à 44 kilomètres au nord-est. Elle est située à environ 55 km de la section principale. Cette section de l'A-20 est parallèle au fleuve Saint-Laurent et à la route 132, ses deux extrémités sont d'ailleurs situées sur cette route. Son tracé débute à l'extrémité est du quartier du Bic, contourne le centre-ville de Rimouski par le sud, à environ 3 km et se termine à l'entrée nord de Mont-Joli.
Cette section de l'A-20 est une autoroute à une seule chaussée comptant généralement deux voies et quelques voies de dépassement. Par contre, l'autoroute fut planifiée et construite en prévision de l'ajout d'une seconde chaussée. La majorité des viaducs surplombant l'autoroute comportent l'espace nécessaire pour accueillir les voies additionnelles. Présentement, il n'y a aucun plan pour la construction de cette 2e chaussée. Ceci s'explique par le faible débit de circulation pour une autoroute, le débit journalier moyen annuel (DJMA) oscillant entre 7000 et 9900 véhicules. Selon les normes actuelles du ministère des Transports du Québec, il faut un débit de plus de 10 000 véhicules par jour pour justifier la construction d'une autoroute à 4 voies.
Entre les kilomètres 621 et 628, une clôture électrique est installée de part et d'autre de l'autoroute pour empêcher les orignaux de se retrouver sur la route. Il y a également une traverse aménagée sous la chaussée aux environs du kilomètre 624 pour permettre aux animaux de traverser l'autoroute en sécurité.

## Historique
Le pont Champlain a été inauguré en 1962, mais la première section de l'A-20 fut ouverte en 1964. Au début des années 1960, avant même l'ouverture du pont Champlain, il était évident que les approches sud de ce nouveau pont étaient inadéquates. Celles-ci étaient la route de campagne 3, le long du rivage du Saint-Laurent (actuelle route 132), et la route 9 (actuelle route 134) à 2,5 kilomètres dans les terres. Le gouvernement du Québec élabora deux projets autoroutiers pour améliorer l'accès au pont; l'autoroute des Cantons de l'Est vers Sherbrooke et la transformation de la route 3 en autoroute sur 22 kilomètres, de Candiac à Longueuil, sur la rive sud du fleuve Saint-Laurent. Cette autoroute, très contestée, allait ainsi relier les différents ponts menant à l'Île de Montréal,. La portion sud de cette autoroute allait éventuellement devenir les kilomètres 45 à 53 de l'autoroute 15, alors que la portion nord allait devenir les kilomètres 75 à 89 de l'autoroute 20. À l'automne 1962, Montréal fut désignée pour présenter l'Exposition universelle de 1967 dans le cadre du centenaire de la confédération canadienne. Pour ce faire, le réseau routier désuet de Montréal et du Québec devait être amélioré. Dans cette optique, les travaux de transformation des routes 3 et 9 en autoroutes commencèrent en 1963. Ces nouvelles autoroutes allaient permettre, entre autres, de faciliter l'accès à Montréal depuis les États-Unis et l'est du Canada,. Le 3 décembre 1965, la nouvelle route 3, construite au coût de 15 millions de dollars, fut mise en service entre Candiac et la Ville de Jacques-Cartier(aujourd'hui Longueuil). Elle possédait déjà 3 voies dans chaque direction.
Lors de la construction de la route Transcanadienne, au début des années 1960, il était prévu de faire passer celle-ci au centre-ville de Montréal. L'Autoroute Décarie et l'Autoroute Ville-Marie sont les deux premières phases de projets. La 3e phase n'a jamais été concrétisée. La route 136 (ancienne A-720) devait être prolongée au-delà de l'avenue Papineau, aller rejoindre l'avenue Souligny et finalement l'A-25,. L'aspect autoroutier de l'avenue Souligny témoigne de ce projet. Au début des années 2000, le ministère des Transports avait annoncé la réalisation de ce projet, soit la transformation de la rue Notre-Dame en autoroute. Devant l'opposition de la ville de Montréal, le MTQ proposa ensuite la construction d'un boulevard urbain. Ce projet fut également abandonné devant l'augmentation des coûts de réalisation.
Si ce projet avait été réalisé, l'A-20 aurait passé dans le corridor de la route 136 (ancienne A-720) pour rejoindre l'A-25. Elle aurait atteint la Rive-sud et l'Autoroute Jean-Lesage via le Pont-tunnel Louis-Hippolyte-La Fontaine. Pour sa part, l'A-20 (route 132) se trouvant sur la rive-sud aurait été nommée l'A‑430. Ce qui mit définitivement fin au projet le faire passer l'A-20 au centre-ville de Montréal est le fait que lors de la reconstruction de l'Échangeur Turcot, le ministère des Transports a, pour réduire le nombre d'expropriations, réduit la largeur des voies de l'A-720 entre l'échangeur et la sortie 2 (Avenue Atwater) à un tel point qu'elles ne sont plus conformes aux normes minimales pour conserver le statut d'autoroute. Ainsi, l'A-720 a été numérotée Route 136 et les numéros des sorties de l'A-20 qui est en multiplex avec la route 132 sur la Rive-Sud de Montréal ont été, en 2012, ajustés en continuité avec ceux du reste de l'A-20.
Le tronçon entre l'A-25 et la Grande Allée (nommée Grand Brûlé à l'époque) fut ouvert le 17 décembre 1966 afin de le lier avec la route Mont-Saint-Hilaire—Québec, qui est le résultat de la transformation en autoroute de l'ancienne route 9. Entre Québec et Rivière-du-Loup, la route fut construite à proximité de la route 132, alors appelée route 2.

## Futur
Au cours des prochaines années, le MTQ prévoit de faire divers travaux dans le but de parachever l'autoroute et de remplacer des sections désuètes.

### Région de Montréal
À Vaudreuil-Dorion et à l'île Perrot il est prévu de transformer en véritable autoroute la section actuelle qui est sous forme de boulevard urbain, soit les kilomètres 30 à 37. À Montréal, le MTQ prévoit de déplacer l'autoroute vers le nord entre la route 138 et l'échangeur Turcot. Dans le cadre du même projet les échangeurs Turcot et Saint-Pierre seraient complètement reconfigurés et reconstruits au sol.

### Bas-Saint-Laurent
Selon les plans du ministère des Transports du Québec, il est prévu que les deux tronçons de l'A-20 se rejoignent. Un tronçon de 9,8 kilomètres à une seule chaussée, des kilomètres 519 à 527, a été ouvert à la circulation le 3 décembre 2011 entre Cacouna et L'Isle-Verte. Dans le cadre de ce projet, l'autoroute a été déplacée sur 1,5 kilomètre (519 à 521) légèrement vers le sud et les anciennes chaussées ont été détruites.

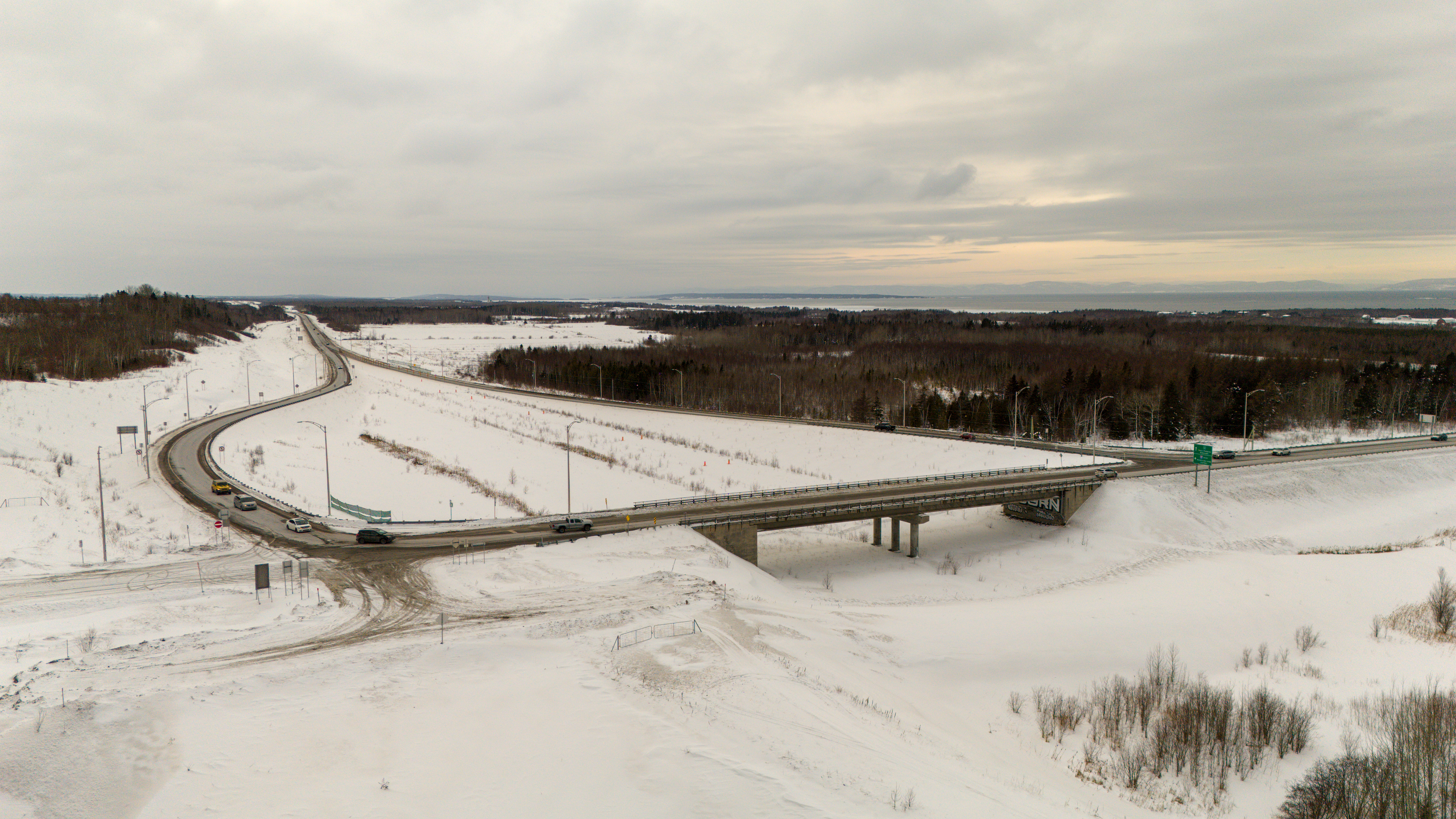
Extrémité est de l'autoroute 20, au kilomètre 542, à Notre-Dame-des-Neiges

Aucun échéancier n'a été dévoilé pour la réalisation du reste de l'autoroute (km 543 à 597). Une 2e phase consistait à prolonger l'autoroute entre la Montée des Coteaux et la route Notre-Dame-des-Neiges, incluant le réaménagement de la route 132 en conséquence. Le tronçon a été inauguré et ouvert le 9 novembre 2015. Concernant la section Trois-Pistoles-Rimouski, l’étude d’impact environnemental est en cours de réalisation. En 2016, le Gouvernement du Québec annonce le report de la construction de ce tronçon, en raison du coût trop important du pont à construire sur la rivière Trois-Pistoles[réf. nécessaire].
Certaines personnes ont même envisagé un prolongement de l'A-20 jusqu'à Matane. Ce fut le cas du maire de Matane de l'époque, Claude Canuel, qui, en 2011, avait lancé l'idée de prolonger l'A-20 jusqu'à Matane dans le cadre du Plan Nord en raison de l'importance du port de la ville pour les échanges avec la Côte-Nord. Même si le dossier n'est pas traité comme une priorité, il semble que le ministère des Transports du Québec analyse actuellement la situation puisqu'en septembre 2015, le député de la circonscription Matane-Matapédia, Pascal Bérubé, s'est fait refuser l'accès à l'information concernant ce dossier.

## Liste des sorties
| MRC                                                             | Municipalité                                                   | km            | Sortie | Destinations | Notes |
| --------------------------------------------------------------- | -------------------------------------------------------------- | ------------- | --- | --- | --- |
| Vaudreuil-Soulanges                                             | Rivière-Beaudette                                              | 0,00          | — | Autoroute 401 ouest – Cornwall, Toronto | Continue en Ontario |
| Vaudreuil-Soulanges                                             | Rivière-Beaudette                                              | 0,90          | Aire de service de Rivière-Beaudette (direction est)                                                           | Aire de service de Rivière-Beaudette (direction est)                                                                                           | Aire de service de Rivière-Beaudette (direction est) |
| Vaudreuil-Soulanges                                             | Rivière-Beaudette                                              | 2,50          | 2 | R-325 vers R-338 – Rivière-Beaudette, Saint-Télesphore                                                                                         | R-338 et Saint-Télesphore indiqués en direction est seulement |
| Vaudreuil-Soulanges                                             | Saint-Zotique                                                  | 5,30          | 6 | 69e Avenue | |
| Vaudreuil-Soulanges                                             | Saint-Zotique                                                  | 9,20          | 9 | Saint-Zotique, Saint-Polycarpe, Saint-Télesphore                                                                                               | Saint-Télesphore indiqué en direction ouest seulement |
| Vaudreuil-Soulanges                                             | Les Coteaux                                                    | 11,40         | 12 | Les Coteaux | |
| Vaudreuil-Soulanges                                             | Coteau-du-Lac                                                  | 13,60         | 14 | R-201 sud – Pont Monseigneur-Langlois, Salaberry-de-Valleyfield                                                                                | Terminus ouest du multiplex avec la R‑201 |
| Vaudreuil-Soulanges                                             | Coteau-du-Lac                                                  | 16,40         | 17 | R-201 nord – Coteau-du-Lac, Saint-Clet | Terminus est du multiplex avec la R‑201 |
| Vaudreuil-Soulanges                                             | Coteau-du-Lac                                                  | 18,60         | 19 | Chemin Saint-Emmanuel | |
| Vaudreuil-Soulanges                                             | Les Cèdres                                                     | 21,50         | 22 | Chemin Saint-Dominique | |
| Vaudreuil-Soulanges                                             | Les Cèdres                                                     | 25,00         | 26 | Saint-Lazare, Les Cèdres | |
| Vaudreuil-Soulanges                                             | Vaudreuil-Dorion                                               | 27,60         | 29 | A-30 vers A-40 – Sorel-Tracy, Ottawa / Gatineau, Montréal, Aéroport Mirabel                                                                    | Montréal indiqué en direction est seulement; sortie 5 de l'A-30 |
| Vaudreuil-Soulanges                                             | Vaudreuil-Dorion                                               | 31,60         | — | R-342 ouest (Route Harwood) | Intersection à niveau |
| Vaudreuil-Soulanges                                             | Vaudreuil-Dorion                                               | 32,70         | — | R-338 ouest (Chemin de Lotbinière) – Pointe-des-Cascades                                                                                       | Intersection à niveau |
| Vaudreuil-Soulanges                                             | Vaudreuil-Dorion                                               | 33,30         | — | R-340 ouest (Avenue Saint-Henri) | Intersection à niveau |
| Vaudreuil-Soulanges                                             | Rivière des Outaouais                                          | 33,70         | Pont Taschereau                                                                                                | Pont Taschereau | Pont Taschereau |
| Vaudreuil-Soulanges                                             | Pincourt                                                       | 34,30         | 35 | Boulevard Cardinal-Léger – Terrasse-Vaudreuil, Pincourt                                                                                        | |
| Vaudreuil-Soulanges                                             | Pincourt                                                       | 35,30         | — | Boulevard-de-l'Île | Intersection à niveau |
| Vaudreuil-Soulanges                                             | L'Île-Perrot                                                   | 36,70         | — | Boulevard Don-Quichotte | Intersection à niveau |
| Vaudreuil-Soulanges                                             | L'Île-Perrot                                                   | 37,20         | — | Boulevard Perrot | Intersection à niveau |
| Vaudreuil-Soulanges                                             | L'Île-Perrot                                                   | 37,80         | 38 | Chemin de L'Île-Claude, Rue de L'Île-Bellevue                                                                                                  | Sortie direction ouest, entrée direction est |
| Rivière des Outaouais                                           | Rivière des Outaouais                                          | 38,10         | Pont Galipeault                                                                                                | Pont Galipeault | Pont Galipeault |
| Montréal                                                        | Sainte-Anne-de-Bellevue                                        | 38,50         | 39 | Sainte-Anne-de-Bellevue / Boulevard des Anciens-Combattants                                                                                    | |
| Montréal                                                        | Baie-d'Urfé                                                    | 41,30         | 42 | Rue Morgan | |
| Montréal                                                        | Beaconsfield                                                   | 43,80         | 45 | Avenue Woodland | |
| Montréal                                                        | Beaconsfield                                                   | 47,20         | 48 | Boulevard Saint-Charles | |
| Montréal                                                        | Pointe-Claire                                                  | 48,70         | 49 | Avenue Cartier | |
| Montréal                                                        | Pointe-Claire                                                  | 49,90         | 50 | Boulevard Saint-Jean | Indiqué sortie 50-S (sud) et 50-N (nord) en direction ouest |
| Montréal                                                        | Pointe-Claire                                                  | 51,50         | 51 | Chemin du Bord-du-Lac | Direction est seulement |
| Montréal                                                        | Dorval                                                         | 52,60         | 53 | Boulevard des Sources | |
| Montréal                                                        | Dorval                                                         | 53,80         | 54 | Boulevard Pine Beach / Boulevard Fénelon | |
| Montréal                                                        | Dorval                                                         | 54,90         | 56-E | A-520 est / Avenue Dorval – Aéroport P.E. Trudeau                                                                                              | Aéroport P.E. Trudeau indiqué en direction est seulement; indiqué sortie 56 en direction est |
| Montréal                                                        | Dorval                                                         | 55,50         | 56-O | Aéroport P.E. Trudeau | Sortie direction ouest, entrée direction est |
| Montréal                                                        | Montréal                                                       | 57,50         | 58 | 55e Avenue | |
| Montréal                                                        | Montréal                                                       | 59,30         | 60 | A-13 nord / 32e Avenue – Laval, Aéroport Mirabel                                                                                               | |
| Montréal                                                        | Montréal                                                       | 61,00         | 61 | Rue Norman | Sortie direction ouest, entrée direction est |
| Montréal                                                        | Montréal                                                       | 61,90         | 62 | 1re Avenue, Avenue Saint-Pierre, Avenue Dollard                                                                                                | Sortie direction ouest via sortie 63 |
| Montréal                                                        | Montréal                                                       | 62,70         | 63 | R-138 ouest – Pont Honoré-Mercier | Terminus ouest du multiplex avec la R‑138; sortie 4 de la R‑138 |
| Montréal                                                        | Montréal                                                       | 63,90         | 64 | R-138 est (Rue Saint-Jacques) / Boulevard Angrignon                                                                                            | Terminus est du multiplex avec la R‑138 |
| Montréal                                                        | Montréal                                                       | 65,10         | 65 | Rue Notre-Dame / Boulevard Angrignon | Sortie direction est via sortie 64 |
| Montréal                                                        | Montréal                                                       | 67,30         | 68 | A-15 nord (Autoroute Décarie) – Laval, Aéroport Mirabel                                                                                        | Échangeur Turcot; terminus ouest du multiplex avec l'A-15; sortie 63 de l'A-15; les numéros de sortie suivent ceux de l'A-15                                                                        |
| Montréal                                                        | Montréal                                                       | 67,30         | 68 | A-15 sud / A-20 est – Pont Samuel-De Champlain, Québec                                                                                         | Échangeur Turcot; terminus ouest du multiplex avec l'A-15; sortie 63 de l'A-15; les numéros de sortie suivent ceux de l'A-15                                                                        |
| Montréal                                                        | Montréal                                                       | 67,30         | — | R-136 est – Montréal (Centre-ville) | Échangeur Turcot; terminus ouest du multiplex avec l'A-15; sortie 63 de l'A-15; les numéros de sortie suivent ceux de l'A-15                                                                        |
| Montréal                                                        | Montréal                                                       | 67,30         | 63 | A-20 ouest – Aéroport P.E. Trudeau, Toronto | Échangeur Turcot; terminus ouest du multiplex avec l'A-15; sortie 63 de l'A-15; les numéros de sortie suivent ceux de l'A-15                                                                        |
| Montréal                                                        | Montréal                                                       | 67,30         | 63 | R-136 est – Montréal (Centre-ville) | Échangeur Turcot; terminus ouest du multiplex avec l'A-15; sortie 63 de l'A-15; les numéros de sortie suivent ceux de l'A-15                                                                        |
| Montréal                                                        | Montréal                                                       | 67,30         | — | A-15 nord (Autoroute Décarie) – Laval, Aéroport Mirabel                                                                                        | Échangeur Turcot; terminus ouest du multiplex avec l'A-15; sortie 63 de l'A-15; les numéros de sortie suivent ceux de l'A-15                                                                        |
| Montréal                                                        | Montréal                                                       | 69,40         | 62 | Boulevard de la Vérendrye, Avenue de l'Église                                                                                                  | |
| Montréal                                                        | Montréal                                                       | 70,60         | 61 | Avenue Atwater, Rue Saint-Patrick | |
| Montréal                                                        | Montréal                                                       | 71,80         | 60 | Boulevard Gaétan-Laberge, Rue Wellington – Montréal (Centre-ville)                                                                             | Montréal (Centre-ville) indiqué en direction est seulement |
| Montréal                                                        | Montréal                                                       | 74,00         | 58 | A-10 ouest – Montréal (Centre-ville), Île des Sœurs                                                                                            | Terminus ouest du multiplex avec l'A-10; sortie direction ouest, entrée direction est; sortie 5 de l'A-10                                                                                           |
| Montréal                                                        | Montréal                                                       | 74,00         | 57 | Boulevard de l'Île des Sœurs, Chemin de la Pointe Nord                                                                                         | Sortie direction est, entrée direction ouest; indiqué sortie 57-S (sud) et 57-N (nord) |
| Fleuve Saint-Laurent                                            | Fleuve Saint-Laurent                                           | 74,40–77,20   | Pont Samuel-De Champlain                                                                                       | Pont Samuel-De Champlain | Pont Samuel-De Champlain |
| Longueuil                                                       | Brossard                                                       | 77,60–79,10   | 6 | A-10 est vers A-30 / I-89 – Sherbrooke, Québec, Vermont                                                                                        | Terminus est du multiplex avec l'A-10 / A‑15; terminus ouest du multiplex avec la R-132; indiqué sortie 6 en direction est et sortie 75 en direction ouest; sortie 6 de l'A-10; sortie 53 de l'A-15 |
| Longueuil                                                       | Brossard                                                       | 77,60–79,10   | 75 | A-15 sud / R-132 ouest vers I-87 – La Prairie, New York                                                                                        | Terminus est du multiplex avec l'A-10 / A‑15; terminus ouest du multiplex avec la R-132; indiqué sortie 6 en direction est et sortie 75 en direction ouest; sortie 6 de l'A-10; sortie 53 de l'A-15 |
| Longueuil                                                       | Brossard                                                       | 77,60–79,10   | 75 | Boulevard de Rome | Sortie direction ouest seulement |
| Longueuil                                                       | Brossard                                                       | 77,60–79,10   | — | Boulevard Marie-Victorin | Sortie direction est seulement |
| Longueuil                                                       | Saint-Lambert                                                  | 79,50         | 76 | Boulevard Simard | |
| Longueuil                                                       | Saint-Lambert                                                  | 80,60         | 78 | R-112 (Boulevard Laurier) – Pont Victoria, Montréal                                                                                            | Indiqué sortie 78-O (ouest) et 78-E (est) en direction est; accès à R-112 ouest via sortie 79; Pont Victoria / Montréal indiqués en direction est seulement                                         |
| Longueuil                                                       | Saint-Lambert                                                  | 82,90         | 79 | Avenue Notre-Dame / Pont Victoria | Pont Victoria indiqué en direction est seulement |
| Longueuil                                                       | Longueuil                                                      | 84,50         | 81 | Boulevard Lafayette | Direction est seulement |
| Longueuil                                                       | Longueuil                                                      | 85,20         | 82 | R-134 (Boulevard Taschereau) – Pont Jacques-Cartier, Montréal                                                                                  | |
| Longueuil                                                       | Longueuil                                                      | 88,50         | 85 | Boulevard Roland-Therrien | |
| Longueuil                                                       | Longueuil                                                      | 92,50         | 89 | A-25 nord vers A-40 – Tunnel Louis-H.-Lafontaine, Montréal                                                                                     | Partage son tracé avec l'Autoroute transcanadienne; terminus est du multiplex avec la R-132; indiqué sortie 89-N (nord) et 89-E (est) en direction est et sortie 90 en direction ouest              |
| Longueuil                                                       | Longueuil                                                      | 92,50         | 90 | R-132 est – Boucherville, Varennes | Partage son tracé avec l'Autoroute transcanadienne; terminus est du multiplex avec la R-132; indiqué sortie 89-N (nord) et 89-E (est) en direction est et sortie 90 en direction ouest              |
| Longueuil                                                       | Longueuil                                                      | 92,70         | 90 | Boulevard Marie-Victorin | |
| Longueuil                                                       | Longueuil                                                      | 93,60         | 91 | Boulevard Industriel / Rue Métropole | |
| Longueuil                                                       | Boucherville                                                   | 94,30         | 92 | Boulevard de Mortagne | |
| Longueuil                                                       | Boucherville                                                   | 95,10         | 93 | Rue Nobel | Sortie direction est seulement |
| Longueuil                                                       | Boucherville                                                   | 98,00         | 95 | Boulevard de Montarville | |
| Longueuil                                                       | Boucherville                                                   | 99,00         | 98 | A-30 vers A-10 – Aéroport de Saint-Hubert, Aéroport P.E. Trudeau, Montréal (Centre-ville), Sorel-Tracy, Vaudreuil-Dorion, USA                  | Aéroport P.E. Trudeau et Montréal (Centre-ville) indiqués en direction est seulement; sortie 83 de l'A-30                                                                                           |
| Marguerite-D'Youville                                           | Sainte-Julie                                                   | 101,50        | 102 | Sainte-Julie, Saint-Amable, Saint-Bruno-de-Montarville                                                                                         | Saint-Amable indiqué en direction ouest seulement |
| Marguerite-D'Youville                                           | Sainte-Julie                                                   | 104,80        | 105 | R-229 – Saint-Basile-le-Grand, McMasterville, Saint-Mathieu-de-Belœil, Saint-Amable                                                            | Saint-Mathieu-de-Belœil indiqué en direction ouest, Saint-Amable indiqué en direction est |
| La Vallée-du-Richelieu                                          | Saint-Mathieu-de-Belœil–Belœil                                 | 109,10        | 109 | Rue Saint-Jean-Baptiste – Belœil, Saint-Mathieu-de-Belœil                                                                                      | Saint-Mathieu-de-Belœil indiqué en direction est seulement |
| La Vallée-du-Richelieu                                          | Belœil                                                         | 112,40        | 112 | R-223 (Rue Richelieu) – Belœil, Saint-Marc-sur-Richelieu                                                                                       | |
| La Vallée-du-Richelieu                                          | Mont-Saint-Hilaire                                             | 112,80        | 113 | R-133 (Chemin des Patriotes) – Mont-Saint-Hilaire, Saint-Jean-sur-Richelieu, Saint-Charles-sur-Richelieu                                       | Saint-Jean-sur-Richelieu indiqué en direction ouest seulement |
| La Vallée-du-Richelieu                                          | Mont-Saint-Hilaire                                             | 115,50        | 115 | La Grande-Allée – Saint-Jean-Baptiste, Saint-Damase                                                                                            | Saint-Jean-Baptiste et Saint-Damase indiqués en direction est seulement |
| Les Maskoutains                                                 | Sainte-Madeleine                                               | 117,60        | Halte routière de Sainte-Madeleine                                                                             | Halte routière de Sainte-Madeleine | Halte routière de Sainte-Madeleine |
| Les Maskoutains                                                 | Sainte-Madeleine                                               | 119,80        | 120 | R-227 – Sainte-Madeleine, Saint-Jean-Baptiste                                                                                                  | Saint-Jean-Baptiste indiqué en direction ouest seulement |
| Les Maskoutains                                                 | La Présentation                                                | 123,10        | 123 | Grand Rang – La Présentation, Saint-Pie | La Présentation indiqué en direction est seulement |
| Les Maskoutains                                                 | Saint-Hyacinthe                                                | 128,60        | 128 | Avenue Pinard | |
| Les Maskoutains                                                 | Saint-Hyacinthe                                                | 130,60        | 130 | R-137 / R-235 – Saint-Hyacinthe, La Présentation, Granby, Saint-Denis-sur-Richelieu                                                            | La Présentation indiqué en direction ouest, Granby indiqué en direction est |
| Les Maskoutains                                                 | Saint-Hyacinthe                                                | 133,60        | 133 | Rue Girouard | |
| Les Maskoutains                                                 | Saint-Hyacinthe                                                | 134,00        | 134 | Rue Yamaska | |
| Les Maskoutains                                                 | Saint-Hyacinthe                                                | 137,90        | 138 | R-224 – Rue des Seigneurs, Saint-Simon | |
| Les Maskoutains                                                 | Saint-Simon                                                    | 141,70        | 141 | R-116 ouest vers R-211 sud – Boulevard Laurier, Granby, Saint-Valérien-de-Milton                                                               | Boulevard Laurier et Granby indiqués en direction ouest, Saint-Valérien-de-Milton indiqué en direction est; terminus ouest du multiplex avec la R-116                                               |
| Les Maskoutains                                                 | Saint-Simon                                                    | 142,50        | 143 | R-211 sud – Saint-Valérien-de-Milton | Direction ouest seulement |
| Les Maskoutains                                                 | Limites Saint-Simon–Saint-Liboire                              | 145,00        | 145 | Saint-Liboire, Saint-Simon | Saint-Simon indiqué en direction ouest seulement |
| Les Maskoutains                                                 | Limites Saint-Simon–Saint-Liboire                              | 146,40        | 147 | R-116 est – Upton, Acton Vale | Terminus est du multiplex avec la R-116 |
| Les Maskoutains                                                 | Sainte-Hélène-de-Bagot                                         | 150,30        | 150 | Saint-Hugues | |
| Les Maskoutains                                                 | Sainte-Hélène-de-Bagot                                         | 152,40        | 152 | Sainte-Hélène-de-Bagot | |
| Limites Acton–Drummond                                          | Limites Saint-Nazaire-d'Acton–Saint-Eugène                     | 156,10        | Halte routière de Saint-Nazaire-d'Acton (direction ouest)                                                      | Halte routière de Saint-Nazaire-d'Acton (direction ouest)                                                                                      | Halte routière de Saint-Nazaire-d'Acton (direction ouest) |
| Limites Acton–Drummond                                          | Limites Saint-Nazaire-d'Acton–Saint-Eugène                     | 156,90        | 157 | Saint-Nazaire-d'Acton, Saint-Théodore-d'Acton, Wickham                                                                                         | |
| Drummond                                                        | Saint-Eugène                                                   | 160,60        | 160 | R-239 – Saint-Eugène, Saint-Guillaume | |
| Drummond                                                        | Saint-Germain-de-Grantham                                      | 165,70        | 166 | Saint-Edmond-de-Grantham | |
| Drummond                                                        | Saint-Germain-de-Grantham                                      | 170,30        | 170 | R-122 – Saint-Germain-de-Grantham, Yamaska, Sorel-Tracy                                                                                        | |
| Drummond                                                        | Drummondville                                                  | 173,70        | 173 | A-55 sud vers I-91 – Drummondville, Sherbrooke, Vermont                                                                                        | Terminus ouest du multiplex avec l'A-55; sortie 128 de l'A-55 |
| Drummond                                                        | Drummondville                                                  | 174,20        | 175 | R-143 nord (Boulevard Lemire) – Saint-Bonaventure, Saint-François-du-Lac                                                                       | Terminus ouest du multiplex avec la R‑143 |
| Drummond                                                        | Drummondville                                                  | 177,00        | 177 | R-143 sud – Saint-Majorique-de-Grantham, Drummondville (Centre-ville)                                                                          | Terminus est du multiplex avec la R‑143 |
| Drummond                                                        | Drummondville                                                  | 179,30        | 179 | Chemin du Golf | |
| Drummond                                                        | Drummondville                                                  | 180,80        | 181 | Boulevard Foucault | |
| Drummond                                                        | Saint-Cyrille-de-Wendover                                      | 185,60        | 185 | R-255 – Baie-du-Febvre, Saint-Cyrille-de-Wendover, Saint-Félix-de-Kingsey                                                                      | |
| Drummond                                                        | Notre-Dame-du-Bon-Conseil                                      | 191,60        | 191 | Sainte-Brigitte-des-Saults | |
| Drummond                                                        | Notre-Dame-du-Bon-Conseil                                      | 196,50        | 196 | R-259 – Nicolet, Sainte-Perpétue, Notre-Dame-du-Bon-Conseil                                                                                    | |
| Limite Drummond–Nicolet-Yamaska                                 | Limite Notre-Dame-du-Bon-Conseil–Saint-Léonard-d'Aston         | 199,80        | 200 | Saint-Léonard-d'Aston | Ancienne R-155 |
| Nicolet-Yamaska                                                 | Saint-Léonard-d'Aston                                          | 201,80        | 202 | Rang du Moulin-Rouge | Madrid 2.0 |
| Nicolet-Yamaska                                                 | Sainte-Eulalie                                                 | 203,00        | 204 | Rang des Cèdres, Rang des Plaines | |
| Nicolet-Yamaska                                                 | Sainte-Eulalie                                                 | 208,00–211,00 | 210 | A-55 nord – Bécancour, Trois-Rivières A-955 sud – Saint-Samuel, Victoriaville, Saint-Albert, Warwick R-161 nord – Sainte-Eulalie, Saint-Valère | Terminus est du multiplex avec l'A-55; sortie 145 de l'A-55; sortie 15 de l'A-955 |
| Nicolet-Yamaska                                                 | Sainte-Eulalie                                                 | 214,70        | 215 | Rang des Épinettes | |
| Arthabaska                                                      | Daveluyville                                                   | 220,30        | 220 | R-261 – Bécancour, Daveluyville, Victoriaville                                                                                                 | |
| Arthabaska                                                      | Daveluyville                                                   | 225,00        | Halte routière de Daveluyville (direction est) Halte routière du Lac-à-la-Truite (direction ouest)             | Halte routière de Daveluyville (direction est) Halte routière du Lac-à-la-Truite (direction ouest)                                             | Halte routière de Daveluyville (direction est) Halte routière du Lac-à-la-Truite (direction ouest)                                                                                                  |
| Arthabaska                                                      | Saint-Louis-de-Blandford                                       | 228,70        | 228 | R-165 (2e Rang de Saint-Louis-de-Blandford) – Princeville, Plessisville, Thetford Mines                                                        | 2e rang de Saint-Louis-de-Blandford indiqué en direction ouest, Princeville, Plessisville, Thetford Mines indiqués en direction est                                                                 |
| Arthabaska                                                      | Saint-Louis-de-Blandford                                       | 235,00        | 235 | R-162 ouest / R-263 – Lemieux, Princeville, Victoriaville, Saint-Louis-de-Blandford                                                            | Victoriaville et Princeville indiqués en direction ouest seulement |
| Bécancour                                                       | Manseau                                                        | 243,60        | 243 | R-218 – Manseau, Sainte-Sophie-de-Lévrard,Saint-Pierre-les-Becquets                                                                            | |
| L'Érable                                                        | Villeroy                                                       | 252,60        | 253 | R-265 – Villeroy, Plessisville, Deschaillons-sur-Saint-Laurent, Notre-Dame-de-Lourdes                                                          | Plessisville indiqué en direction ouest, Notre-Dame-de-Lourdes indiqué en direction est |
| L'Érable                                                        | Villeroy                                                       | 254,00        | Halte routière de Villeroy (direction ouest)                                                                   | Halte routière de Villeroy (direction ouest)                                                                                                   | Halte routière de Villeroy (direction ouest) |
| L'Érable                                                        | Villeroy                                                       | 256,40        | 256 | 15e et 16e Rangs de Villeroy | |
| Lotbinière                                                      | Val-Alain                                                      | 261,70        | 261 | Val-Alain | |
| Lotbinière                                                      | Val-Alain                                                      | 266,50        | 266 | 4e et 5e Rangs de Val-Alain | |
| Lotbinière                                                      | Saint-Janvier-de-Joly                                          | 271,60        | 271 | Saint-Janvier-de-Joly | |
| Lotbinière                                                      | Laurier-Station                                                | 278,10        | 278 | R-271 – Laurier-Station, Sainte-Croix, Saint-Flavien                                                                                           | |
| Lotbinière                                                      | Laurier-Station                                                | 279,00        | — | Sortie non-identifiée | Direction est seulement |
| Lotbinière                                                      | Saint-Apollinaire                                              | 284,80        | 285 | Notre-Dame-du-Sacré-Cœur-d'Issoudun | |
| Lotbinière                                                      | Saint-Apollinaire                                              | 290,70        | 291 | R-273 – Saint-Agapit, Saint-Apollinaire, Saint-Antoine-de-Tilly                                                                                | |
| Lotbinière                                                      | Saint-Apollinaire                                              | 296,30        | 296 | Route du Cap | |
| Lévis                                                           | Lévis                                                          | 305,30        | 305 | R-171 (Route Lagueux) – Saint-Gilles, Thetford Mines                                                                                           | Saint-Gilles et Thetford Mines indiqués en direction ouest seulement |
| Lévis                                                           | Lévis                                                          | 309,00        | Aire de service de Chaudière-Appalaches (direction est)                                                        | Aire de service de Chaudière-Appalaches (direction est)                                                                                        | Aire de service de Chaudière-Appalaches (direction est) |
| Lévis                                                           | Lévis                                                          | 311,40        | 311 | R-116 (Route des Rivières) | |
| Lévis                                                           | Lévis                                                          | 312,80        | 312 | A-73 vers US 201 – Pont Pierre-Laporte, Québec, Saint-Georges, Maine (USA)                                                                     | Indiqué sortie 312-S (sud) et 312-N (nord); sortie en direction ouest partie de la sortie 314; sortie 131 de l'A-73                                                                                 |
| Lévis                                                           | Lévis                                                          | 314,00        | 314 | R-175 – Avenue des Églises, Chemin Du Sault, Pont de Québec                                                                                    | |
| Lévis                                                           | Lévis                                                          | 317,90        | 318 | R-275 (Avenue Taniata) | Indiqué sortie 318-N (nord) et 318-S (sud) en direction est |
| Lévis                                                           | Lévis                                                          | 321,50        | 321 | Chemin des Îles | |
| Lévis                                                           | Lévis                                                          | 325,00        | 325 | R-173 vers R-277 – Lévis (Centre-ville), Saint-Henri, Sainte-Claire, Lac-Etchemin                                                              | Indiqué sortie 325-N (nord) et 325-S (sud) en direction est |
| Lévis                                                           | Lévis                                                          | 327,50        | 327 | Route Monseigneur-Bourget | |
| Lévis                                                           | Lévis                                                          | 330,50        | 330 | Route Lallemand | |
| Bellechasse                                                     | Beaumont                                                       | 337,30        | 337 | R-279 – Beaumont, Saint-Charles-de-Bellechasse, Saint-Gervais, Saint-Damien-de-Buckland                                                        | |
| Bellechasse                                                     | Beaumont                                                       | 341,00        | 341 | Route de Beaumont | |
| Bellechasse                                                     | Saint-Michel-de-Bellechasse                                    | 344,50        | Halte routière de La Durantaye (direction est) Halte routière de Saint-Michel-de-Bellechasse (direction ouest) | Halte routière de La Durantaye (direction est) Halte routière de Saint-Michel-de-Bellechasse (direction ouest)                                 | Halte routière de La Durantaye (direction est) Halte routière de Saint-Michel-de-Bellechasse (direction ouest)                                                                                      |
| Bellechasse                                                     | Saint-Michel-de-Bellechasse                                    | 348,00        | 348 | R-281 – Saint-Michel-de-Bellechasse, La Durantaye, Saint-Raphaël                                                                               | |
| Bellechasse                                                     | Saint-Vallier                                                  | 355,70        | 356 | Saint-Vallier | |
| Montmagny                                                       | Limite Berthier-sur-Mer–Saint-François-de-la-Rivière-du-Sud    | 363,90        | 364 | Berthier-sur-Mer, Saint-François-de-la-Rivière-du-Sud                                                                                          | |
| Montmagny                                                       | Limite Saint-François-de-la-Rivière-du-Sud–Montmagny           | 369,30        | 369 | Route J.B. Casault – Montmagny, Saint-Pierre-de-la-Rivière-du-Sud                                                                              | Route J.B. Casault et Montmagny indiqués en direction est seulement |
| Montmagny                                                       | Montmagny                                                      | 375,90        | 376 | R-228 (Chemin des Poirier) – Montmagny | |
| Montmagny                                                       | Montmagny                                                      | 377,60        | 378 | R-283 (Montée de la Rivière-du-Sud) – Montmagny, Notre-Dame-du-Rosaire, Saint-Fabien-de-Panet                                                  | |
| Montmagny                                                       | Cap-Saint-Ignace                                               | 388,30        | 388 | Cap-Saint-Ignace | |
| L'Islet                                                         | L'Islet                                                        | 393,00        | Halte routière des Belles-Amours (direction ouest, saisonnière)                                                | Halte routière des Belles-Amours (direction ouest, saisonnière)                                                                                | Halte routière des Belles-Amours (direction ouest, saisonnière) |
| L'Islet                                                         | L'Islet                                                        | 399,90        | 400 | R-285 – L'Islet, Saint-Cyrille-de-Lessard, Saint-Marcel                                                                                        | |
| L'Islet                                                         | Saint-Jean-Port-Joli                                           | 413,50        | 414 | R-204 – Saint-Jean-Port-Joli, Saint-Aubert, Saint-Pamphile                                                                                     | |
| L'Islet                                                         | Saint-Roch-des-Aulnaies                                        | 430,00        | 430 | R-132 – Saint-Roch-des-Aulnaies, Sainte-Louise                                                                                                 | |
| Kamouraska                                                      | Sainte-Anne-de-la-Pocatière                                    | 435,80        | 436 | R-132 (Avenue Industrielle) – Sainte-Anne-de-la-Pocatière, La Pocatière                                                                        | |
| Kamouraska                                                      | La Pocatière                                                   | 438,90        | 439 | La Pocatière, Saint-Onésime-d'Ixworth | |
| Kamouraska                                                      | La Pocatière                                                   | 443,80        | 444 | R-132 (Avenue de la Grande-Anse) – La Pocatière, Rivière-Ouelle                                                                                | |
| Kamouraska                                                      | Limite Rivière-Ouelle–Saint-Pacôme                             | 449,30        | 450 | Rivière-Ouelle, Saint-Pacôme, Saint-Gabriel-Lalemant                                                                                           | |
| Kamouraska                                                      | Saint-Philippe-de-Néri                                         | 455,70        | 456 | R-287 – Saint-Denis-De La Bouteillerie, Saint-Philippe-de-Néri, Mont-Carmel                                                                    | |
| Kamouraska                                                      | Saint-Philippe-de-Néri                                         | 458,00        | Halte routière de Kamouraska (direction ouest) Halte routière de Monadnocks (direction est)                    | Halte routière de Kamouraska (direction ouest) Halte routière de Monadnocks (direction est)                                                    | Halte routière de Kamouraska (direction ouest) Halte routière de Monadnocks (direction est) |
| Kamouraska                                                      | Saint-Pascal                                                   | 464,40        | 465 | Kamouraska, Saint-Pascal, Saint-Bruno-de-Kamouraska                                                                                            | |
| Kamouraska                                                      | Sainte-Hélène-de-Kamouraska                                    | 473,90        | 474 | Saint-Germain-de-Kamouraska, Sainte-Hélène-de-Kamouraska                                                                                       | |
| Kamouraska                                                      | Saint-André-de-Kamouraska                                      | 479,90        | 480 | Saint-André-de-Kamouraska, Saint-Joseph-de-Kamouraska                                                                                          | |
| Kamouraska                                                      | Limite Saint-André-de-Kamouraska–Saint-Alexandre-de-Kamouraska | 487,50        | 488 | R-289 vers R-230 – Saint-Alexandre-de-Kamouraska, Pohénégamook, Nouveau-Brunswick                                                              | |
| Rivière-du-Loup                                                 | Notre-Dame-du-Portage                                          | 495,10        | 496 | Notre-Dame-du-Portage | |
| Rivière-du-Loup                                                 | Notre-Dame-du-Portage                                          | 498,00        | Halte routière du Portage (direction est, saisonnière)                                                         | Halte routière du Portage (direction est, saisonnière)                                                                                         | Halte routière du Portage (direction est, saisonnière) |
| Rivière-du-Loup                                                 | Notre-Dame-du-Portage                                          | 499,30        | 499 | A-85 sud vers R-185 / Route 2 – Témiscouata-sur-le-Lac, Dégelis, Nouveau-Brunswick                                                             | Fin du segment de l'autoroute transcanadienne (continue sur l'A-85 sud); sortie direction est, entrée direction ouest; sortie 100 de l'A-85                                                         |
| Rivière-du-Loup                                                 | Rivière-du-Loup                                                | 502,30        | 503 | R-132 (Rue Fraser) / Boulevard de l'Hôtel-de-Ville (Centre-ville)                                                                              | Centre-ville indiqué en direction est seulement |
| Rivière-du-Loup                                                 | Rivière-du-Loup                                                | 506,60        | 507 | R-132 (Boulevard Cartier) / Centre-ville | Centre-ville indiqué en direction ouest seulement |
| Rivière-du-Loup                                                 | Cacouna                                                        | 513,90        | 514 | R-191 vers A-85 – Cacouna, Saint-Arsène, Témiscouata-sur-le-Lac, Nouveau-Brunswick                                                             | Accès à l'A-85 depuis l'A-20 ouest |
| Rivière-du-Loup                                                 | Cacouna                                                        | 520,50        | 521 | Route Moreault | |
| Rivière-du-Loup                                                 | L'Isle-Verte                                                   | 527,10        | 527 | Montée des Coteaux – L'Isle-Verte | |
| Rivière-du-Loup                                                 | L'Isle-Verte                                                   | 531,40        | 531 | Rue Notre-Dame – L'Isle-Verte, Saint-Paul-de-la-Croix                                                                                          | |
| Limite Rivière-du-Loup–Les Basques                              | Limite L'Isle-Verte–Saint-Éloi                                 | 539,10        | 539 | Route de la Station – Saint-Éloi | |
| Les Basques                                                     | Notre-Dame-des-Neiges                                          | 542,50        | 542 | Route Drapeau vers R-132 – Trois-Pistoles, Rimouski                                                                                            | Terminus est du segment principal |
| Tronçon manquant de 55 km                                       |                                                                |               | | | |
| Rimouski-Neigette                                               | Rimouski                                                       | 597,50        | — | R-132 – Rivière-du-Loup, Rimouski | Intersection à niveau |
| Rimouski-Neigette                                               | Rimouski                                                       | 606,50        | 606 | Montée des Saules, Rue de Lausanne | |
| Rimouski-Neigette                                               | Rimouski                                                       | 610,90        | 610 | R-232 – Rimouski (Centre-ville), Sainte-Blandine                                                                                               | |
| Rimouski-Neigette                                               | Rimouski                                                       | 614,90        | 614 | Montée-Industrielle-et-Commerciale | |
| Rimouski-Neigette                                               | Rimouski                                                       | 622,00        | 621 | Avenue Père-Nouvel – Saint-Anaclet-de-Lessard                                                                                                  | |
| La Mitis                                                        | Sainte-Luce                                                    | 629,60        | 629 | R-298 – Sainte-Luce, Saint-Donat, Sainte-Flavie                                                                                                | Sainte-Flavie indiqué en direction est seulement |
| La Mitis                                                        | Mont-Joli                                                      | 642,70        | 641 | R-132 (Boulevard Jacques-Cartier) – Sainte-Flavie, Matane, Amqui, Nouveau-Brunswick                                                            | |
| - Terminus de multiplex - Accès incomplet - Transition de route |                                                                |               | | | |